# Các giai đoạn nghiên cứu lâm sàng
Các giai đoạn nghiên cứu lâm sàng là các giai đoạn trong đó các nhà khoa học tiến hành các thí nghiệm can thiệp sức khỏe để có đủ bằng chứng cho một quy trình được coi là hiệu quả với tư cách như một phương pháp điều trị y tế. Để phát triển thuốc, các giai đoạn lâm sàng bắt đầu với việc thử nghiệm tính an toàn trên một số đối tượng người, sau đó mở rộng cho nhiều người tham gia nghiên cứu (có thể hàng chục nghìn người) để xác định xem liệu pháp điều trị có hiệu quả hay không. Nghiên cứu lâm sàng được thực hiện trên các ứng cử viên thuốc, ứng viên vắc xin , thiết bị y tế mới và xét nghiệm chẩn đoán mới.

## Tổng quan
Thử nghiệm lâm sàng kiểm tra các sản phẩm y tế tiềm năng thường được phân thành 4 giai đoạn. Quá trình phát triển thuốc thông thường sẽ tiến hành qua cả 4 giai đoạn trong nhiều năm. Nếu thuốc thành công trong các giai đoạn I, II và III, nó thường sẽ được cơ quan quản lý cấp quốc gia phê duyệt để sử dụng cho người dân nói chung. Thử nghiệm giai đoạn IV là các nghiên cứu 'hậu tiếp thị' hoặc 'giám sát' được thực hiện để theo dõi tính an toàn sau vài năm.

## Nghiên cứu tiền lâm sàng
Trước khi các thử nghiệm lâm sàng được thực hiện đối với một loại thuốc, vắc xin, thiết bị y tế hoặc xét nghiệm chẩn đoán ứng cử viên, ứng viên sản phẩm này được thử nghiệm rộng rãi trong các nghiên cứu tiền lâm sàng. Các nghiên cứu như vậy bao gồm các thử nghiệm in vitro (ống nghiệm thử nghiệm hoặc nuôi cấy tế bào) và in vivo (mô hình động vật) bằng cách sử dụng các liều lượng rộng của tác nhân nghiên cứu để thu được hiệu quả sơ bộ, độc tính và thông tin dược động học. Những thử nghiệm như vậy giúp nhà phát triển quyết định xem một ứng cử viên thuốc có đủ thành tích khoa học để được phát triển thêm như một loại thuốc mới đáng được nghiên cứu hay không.

## Giai đoạn 0
Giai đoạn 0 là một chỉ định gần đây cho các thử nghiệm thăm dò tùy chọn được tiến hành theo Hướng dẫn 2006 của Cơ quan Quản lý Thực phẩm và Dược phẩm Hoa Kỳ (FDA) về Nghiên cứu Thuốc mới (IND) của Cơ quan Quản lý Thực phẩm và Dược phẩm Hoa Kỳ. Thử nghiệm giai đoạn 0 còn được gọi là các nghiên cứu về liều lượng vi mô trên người và được thiết kế để tăng tốc độ phát triển của các loại thuốc hoặc thuốc cản quang có triển vọng bằng cách xác định rất sớm là thuốc hoặc tác nhân đó có hoạt động ở người như mong đợi từ các nghiên cứu tiền lâm sàng hay không. Các tính năng khác biệt của thử nghiệm Giai đoạn 0 bao gồm việc sử dụng các liều điều trị dưới đơn lẻ của thuốc nghiên cứu cho một số ít đối tượng (10 đến 15) để thu thập dữ liệu sơ bộ về dược động học của tác nhân (tác dụng của cơ thể đối với thuốc).
Một nghiên cứu Giai đoạn 0 không đưa ra dữ liệu về tính an toàn hoặc hiệu quả, theo định nghĩa là liều lượng quá thấp để gây ra bất kỳ tác dụng điều trị nào. Các công ty phát triển thuốc thực hiện các nghiên cứu Giai đoạn 0 để xếp hạng các ứng viên thuốc nhằm quyết định loại thuốc nào có các thông số dược động học tốt nhất ở người để tiếp tục phát triển thêm. Chúng cho phép các quyết định tiếp tục hay không tiếp tục dựa trên các mô hình con người có liên quan thay vì dựa vào dữ liệu động vật đôi khi không nhất quán.

## Giai đoạn 1
Thử nghiệm giai đoạn I trước đây được gọi là "nghiên cứu đầu tiên trên người" (first-in-man) nhưng lĩnh vực này thường chuyển sang cụm từ ngôn ngữ trung lập về giới tính "đầu tiên trên con người" (first-in-human) vào những năm 1990; những thử nghiệm này là giai đoạn thử nghiệm đầu tiên trên con người. Chúng được thiết kế để kiểm tra độ an toàn, tác dụng phụ, liều lượng tốt nhất và phương pháp bào chế của thuốc. Các thử nghiệm giai đoạn I không ngẫu nhiên, do đó dễ bị thiên vị lựa chọn.
Thông thường, một nhóm nhỏ gồm 20–100 tình nguyện viên khỏe mạnh sẽ được tuyển chọn. Những thử nghiệm này thường được tiến hành trong một phòng khám thử nghiệm lâm sàng, nơi đối tượng có thể được quan sát bởi nhân viên toàn thời gian. Các phòng khám thử nghiệm lâm sàng này thường được điều hành bởi tổ chức nghiên cứu hợp đồng (CROs), vốn là những công ty thực hiện các nghiên cứu này thay mặt cho các công ty dược phẩm hoặc các nhà điều tra nghiên cứu khác. Đối tượng nhận được thuốc thường được theo dõi cho đến khi một số thời gian bán hủy của thuốc đã trôi qua. Giai đoạn này được thiết kế để đánh giá độ an toàn (cảnh giác dược), khả năng dung nạp, dược động học và dược lực học của thuốc. Các thử nghiệm ở giai đoạn I thường bao gồm các nghiên cứu phân bổ liều dùng khác nhau, còn được gọi là nghiên cứu tăng liều, để có thể tìm ra liều tốt nhất và an toàn nhất cũng như phát hiện ra thời điểm mà một hợp chất trở nên quá độc để sử dụng. Phạm vi liều thử nghiệm thường sẽ là một phần nhỏ  liều lượng gây hại trong thử nghiệm trên động vật. Thử nghiệm giai đoạn I thường bao gồm những người tình nguyện khỏe mạnh. Tuy nhiên, có một số trường hợp khi sử dụng bệnh nhân lâm sàng, chẳng hạn như bệnh nhân bị ung thư giai đoạn cuối hoặc HIV và việc điều trị có khả năng làm cho những người khỏe mạnh bị bệnh. Những nghiên cứu này thường được thực hiện tại các phòng khám được kiểm soát chặt chẽ được gọi là CPU (Central Pharmacological Units - Đơn vị Dược phẩm Trung ương), nơi những người tham gia được chăm sóc và giám sát y tế 24/24. Ngoài những người không khỏe mạnh đã đề cập trước đây, "những bệnh nhân thường đã thử và không cải thiện được các liệu pháp tiêu chuẩn hiện có" cũng có thể tham gia vào các thử nghiệm ở giai đoạn I. Các tình nguyện viên được trả một khoản phí bù đắp cho những bất tiện trong thời gian họ ở trung tâm tình nguyện.
Trước khi bắt đầu thử nghiệm giai đoạn I, nhà tài trợ phải gửi đơn đăng ký Thuốc mới đang điều tra cho FDA nêu chi tiết dữ liệu sơ bộ về thuốc được thu thập từ các mô hình tế bào và nghiên cứu trên động vật.
Các thử nghiệm giai đoạn I có thể được chia nhỏ hơn nữa:
Liều tăng dần duy nhất (Giai đoạn Ia)
Trong các nghiên cứu liều tăng dần đơn lẻ, các nhóm nhỏ đối tượng được dùng một liều duy nhất của thuốc trong khi họ được quan sát và thử nghiệm trong một khoảng thời gian để xác nhận tính an toàn. [6] [12] Thông thường, một số lượng nhỏ người tham gia, thường là ba, được nhập tuần tự với một liều lượng cụ thể. [11] Nếu chúng không biểu hiện bất kỳ tác dụng phụ bất lợi nào và dữ liệu dược động học gần như phù hợp với các giá trị an toàn được dự đoán, thì liều dùng sẽ được tăng lên, và một nhóm đối tượng mới sau đó sẽ được dùng liều cao hơn. Nếu quan sát thấy độc tính không thể chấp nhận được ở bất kỳ người nào trong số ba người tham gia, thì sẽ có thêm một số người tham gia, thường là ba người, được điều trị với cùng liều lượng. [11] Điều này được tiếp tục cho đến khi đạt được mức an toàn dược động học được tính toán trước, hoặc các tác dụng phụ không thể dung nạp bắt đầu xuất hiện (lúc đó thuốc được cho là đã đạt đến liều dung nạp tối đa (MTD)). Nếu quan sát thấy thêm một liều khiến độc tính không thể chấp nhận được, thì việc tăng liều sẽ kết thúc và liều đó, hoặc có thể là liều trước đó, được tuyên bố là liều dung nạp tối đa. Thiết kế đặc biệt này giả định rằng liều dung nạp tối đa xảy ra khi khoảng một phần ba số người tham gia gặp độc tính không thể chấp nhận được. Các biến thể của thiết kế này tồn tại, nhưng hầu hết đều tương tự nhau. [11]
Nhiều liều tăng dần (Giai đoạn Ib)
Nhiều nghiên cứu liều tăng dần điều tra dược động học và dược lực học của nhiều liều thuốc, xem xét tính an toàn và khả năng dung nạp. Trong các nghiên cứu này, một nhóm bệnh nhân được dùng nhiều liều thuốc thấp, trong khi các mẫu (máu và các chất lỏng khác) được thu thập tại các thời điểm khác nhau và phân tích để thu thập thông tin về cách thuốc được xử lý trong cơ thể. Liều sau đó được tăng lên cho các nhóm khác, lên đến mức đã xác định trước.
Hiệu ứng thực phẩm
Một thử nghiệm ngắn được thiết kế để điều tra bất kỳ sự khác biệt nào trong việc hấp thụ thuốc của cơ thể, gây ra bởi việc ăn uống trước khi dùng thuốc. Các nghiên cứu này thường được thực hiện như một nghiên cứu chéo, với các tình nguyện viên được cho dùng hai liều thuốc giống nhau khi nhịn ăn và sau khi được cho ăn.

## Giai đoạn 2
Khi đã xác định được liều dùng hoặc phạm vi liều dùng, mục tiêu tiếp theo là đánh giá xem thuốc có bất kỳ hoạt tính sinh học hoặc tác dụng sinh học nào hay không. Thử nghiệm giai đoạn II được thực hiện trên các nhóm lớn hơn (50–300) và được thiết kế để đánh giá mức độ hoạt động của thuốc, cũng như để tiếp tục đánh giá mức độ an toàn của Giai đoạn I ở một nhóm lớn hơn gồm những người tình nguyện và bệnh nhân. Xét nghiệm di truyền là phổ biến, đặc biệt khi có bằng chứng về sự thay đổi trong tỷ lệ trao đổi chất. Khi quá trình phát triển một loại thuốc mới không thành công, điều này thường xảy ra trong các thử nghiệm Giai đoạn II khi thuốc được phát hiện là không hoạt động như kế hoạch hoặc có tác dụng độc hại.
Các nghiên cứu ở giai đoạn II đôi khi được chia thành giai đoạn IIa và giai đoạn IIb. Không có định nghĩa chính thức cho hai giai đoạn nhỏ hơn này, nhưng nhìn chung là:
- Các nghiên cứu giai đoạn IIa thường là các nghiên cứu thử nghiệm được thiết kế để chứng minh hiệu quả lâm sàng hoặc hoạt tính sinh học (nghiên cứu 'bằng chứng về khái niệm');[13]
- Nghiên cứu giai đoạn IIb xác định liều tối ưu mà tại đó thuốc cho thấy hoạt tính sinh học với tác dụng phụ tối thiểu (nghiên cứu 'tìm liều xác định').[13]

### Thiết kế liều dùng
Một số thử nghiệm Giai đoạn II được thiết kế như một loạt các ca bệnh, chứng minh tính an toàn và hoạt tính của một loại thuốc trong một nhóm người tham gia được chọn. Các thử nghiệm Giai đoạn II khác được thiết kế như các thử nghiệm ngẫu nhiên có đối chứng, trong đó một số bệnh nhân nhận được thuốc / thiết bị và những người khác được điều trị bằng giả dược/ thuốc tiêu chuẩn. Thử nghiệm ngẫu nhiên giai đoạn II có ít bệnh nhân hơn nhiều so với thử nghiệm ngẫu nhiên giai đoạn III.

### Tỷ lệ thành công
Các chương trình lâm sàng giai đoạn II trong lịch sử có tỷ lệ thành công thấp nhất trong bốn giai đoạn phát triển. Trong năm 2010, tỷ lệ phần trăm thử nghiệm Giai đoạn II chuyển sang Giai đoạn III là 18%, và chỉ 31% ứng viên phát triển thành công từ Giai đoạn II chuyển sang Giai đoạn III, trong một nghiên cứu lớn về các thử nghiệm được thực hiện trong giai đoạn 2006–2015.

## Giai đoạn 3
Giai đoạn này được thiết kế để đánh giá hiệu quả của các thuốc mới/ phương thức mới và do đó, giá trị của nó trong thực hành lâm sàng. Nghiên cứu giai đoạn III là các thử nghiệm đa trung tâm có đối chứng ngẫu nhiên trên các nhóm bệnh nhân lớn (300–3.000 hoặc hơn tùy thuộc vào bệnh / tình trạng y tế được nghiên cứu) và nhằm mục đích đánh giá chính xác mức độ hiệu quả của thuốc, so với hình thức điều trị 'tiêu chuẩn vàng' hiện tại. Do kích thước của chúng và thời gian tương đối dài, các thử nghiệm Giai đoạn III là những thử nghiệm tốn kém, tốn thời gian và khó khăn nhất để thiết kế và chạy, đặc biệt là trong các liệu pháp điều trị bệnh mãn tính. Các thử nghiệm giai đoạn III về các tình trạng hoặc bệnh mãn tính thường có thời gian theo dõi ngắn để đánh giá, liên quan đến khoảng thời gian can thiệp có thể được sử dụng trong thực tế. Đây đôi khi được gọi là "giai đoạn trước khi tiếp thị" vì nó thực sự đo lường phản ứng của người tiêu dùng đối với thuốc.
Thực tế phổ biến là các thử nghiệm Giai đoạn III nhất định sẽ tiếp tục trong khi việc đệ trình quy định đang chờ cơ quan quản lý thích hợp xử lý. Điều này cho phép bệnh nhân tiếp tục nhận được các loại thuốc có thể cứu sống chính họ cho đến khi có thể mua được thuốc một cách chính thức. Các lý do khác để thực hiện các thử nghiệm ở giai đoạn này bao gồm nỗ lực của nhà tài trợ trong việc "mở rộng nhãn" (để cho thấy thuốc có tác dụng đối với các loại bệnh nhân/bệnh khác ngoài mục đích sử dụng ban đầu mà thuốc đã được phê duyệt để tiếp thị), để có thêm dữ liệu an toàn hoặc để hỗ trợ các tuyên bố tiếp thị cho thuốc này. Các nghiên cứu trong giai đoạn này được một số công ty phân loại là "Nghiên cứu giai đoạn IIIB".
Mặc dù không bắt buộc trong mọi trường hợp, nhưng thông thường dự kiến sẽ có ít nhất hai thử nghiệm Giai đoạn III thành công, chứng minh tính an toàn và hiệu quả của một loại thuốc, để có được sự chấp thuận của các cơ quan quản lý thích hợp như FDA (Hoa Kỳ) hoặc EMA (Liên minh Châu Âu).
Khi một loại thuốc đã được chứng minh là đạt yêu cầu sau các thử nghiệm ở Giai đoạn III, các kết quả thử nghiệm thường được kết hợp thành một tài liệu lớn chứa mô tả toàn diện về các phương pháp và kết quả nghiên cứu trên người và động vật, quy trình sản xuất, chi tiết công thức và thời hạn sử dụng. Việc thu thập thông tin này tạo nên "đệ trình quy định" được cung cấp để các cơ quan quản lý thích hợp xem xét ở các quốc gia khác nhau. Họ sẽ xem xét bản đệ trình, và nếu nó được chấp nhận, nhà tài trợ mới có quyền tiếp thị thuốc.
Hầu hết các loại thuốc đang trải qua thử nghiệm lâm sàng Giai đoạn III có thể được bán trên thị trường theo tiêu chuẩn của FDA với các khuyến nghị và hướng dẫn thích hợp thông qua Đơn đăng ký thuốc mới (NDA) chứa tất cả dữ liệu sản xuất, tiền lâm sàng và lâm sàng. Trong trường hợp có bất kỳ tác dụng phụ nào được báo cáo ở bất kỳ đâu, thuốc cần được thu hồi ngay lập tức khỏi thị trường. Trong khi hầu hết các công ty dược phẩm từ chối thực hành này, không có gì bất thường khi thấy nhiều loại thuốc đang trong giai đoạn thử nghiệm lâm sàng III đã được bán trên thị trường.

### Thiết kế thích ứng
Thiết kế của các thử nghiệm riêng lẻ có thể được thay đổi trong quá trình thử nghiệm – thường là trong Giai đoạn II hoặc III – để điều chỉnh các kết quả tạm thời vì lợi ích của việc điều trị, điều chỉnh phân tích thống kê hoặc để chấm dứt sớm thiết kế không thành công, một quy trình được gọi là "thích ứng thiết kế". Ví dụ như Thử nghiệm thống nhất của Tổ chức Y tế Thế giới năm 2020, thử nghiệm Khám phá của Châu Âu và Thử nghiệm PHỤC HỒI ở Vương quốc Anh đối với những người nhập viện bị nhiễm COVID ‑ 19 nặng, mỗi thử nghiệm trên áp dụng các thiết kế thích ứng để thay đổi nhanh chóng các thông số thử nghiệm khi kết quả từ các chiến lược điều trị thử nghiệm xuất hiện.
Các thiết kế thích ứng trong các thử nghiệm lâm sàng Giai đoạn II – III đang diễn ra trên các phương pháp điều trị ứng cử viên có thể rút ngắn thời gian thử nghiệm và sử dụng ít đối tượng hơn, có thể đẩy nhanh các quyết định về việc chấm dứt sớm hoặc thành công và điều phối các thay đổi thiết kế cho một thử nghiệm cụ thể tại các địa điểm quốc tế.

### Tỷ lệ thành công
Đối với vắc xin, xác suất thành công nằm trong khoảng từ 7% đối với ứng viên không được công ty trong ngành tài trợ đến 40% đối với ứng viên được công ty trong ngành tài trợ.
Một đánh giá năm 2019 về tỷ lệ thành công trung bình của các thử nghiệm lâm sàng ở các giai đoạn và bệnh khác nhau trong các năm 2005-15 cho thấy tỷ lệ thành công là 5-14%. Phân tách theo các bệnh được nghiên cứu, các thử nghiệm thuốc điều trị ung thư trung bình chỉ thành công 3%, trong khi các loại thuốc nhãn khoa và vắc-xin cho các bệnh truyền nhiễm thành công 33%. Các thử nghiệm sử dụng dấu ấn sinh học bệnh tật, đặc biệt là trong các nghiên cứu ung thư, thành công hơn so với những thử nghiệm không sử dụng dấu ấn sinh học.
Một đánh giá năm 2010 cho thấy khoảng 50% ứng viên thuốc thất bại trong quá trình thử nghiệm Giai đoạn III hoặc bị cơ quan quản lý quốc gia từ chối.

#### Chi phí giai đoạn II/III
Số tiền chi cho các thử nghiệm Giai đoạn II/III phụ thuộc vào nhiều yếu tố, trong đó lĩnh vực điều trị đang được nghiên cứu và các loại quy trình lâm sàng là động lực chính; Nghiên cứu giai đoạn II có thể tốn tới 20 triệu đô la, và giai đoạn III có thể lên tới 53 triệu đô la.

## Giai đoạn 4
Thử nghiệm giai đoạn IV còn được gọi là thử nghiệm giám sát sau khi đưa ra thị trường hoặc thử nghiệm giám sát thuốc để đảm bảo tính an toàn và hiệu quả lâu dài của thuốc, vắc xin, thiết bị hoặc xét nghiệm chẩn đoán. Thử nghiệm giai đoạn IV liên quan đến việc giám sát an toàn (cảnh giác dược) và hỗ trợ kỹ thuật liên tục của một loại thuốc sau khi nó nhận được sự chấp thuận của cơ quan quản lý để được bán ra. Các nghiên cứu giai đoạn IV có thể được cơ quan quản lý yêu cầu hoặc có thể được công ty tài trợ thực hiện vì lý do cạnh tranh (tìm kiếm thị trường mới cho thuốc) hoặc các lý do khác (ví dụ: thuốc có thể chưa được kiểm tra về tương tác với các loại thuốc khác, hoặc một số nhóm dân số nhất định như phụ nữ mang thai, vốn là những người không có khả năng trải qua thử nghiệm). Giám sát an toàn được thiết kế để phát hiện bất kỳ tác dụng phụ hiếm gặp hoặc lâu dài nào trên một số lượng bệnh nhân lớn hơn nhiều và khoảng thời gian dài hơn có thể trong các thử nghiệm lâm sàng Giai đoạn I-III. Các tác dụng có hại được phát hiện bởi các thử nghiệm Giai đoạn IV có thể dẫn đến việc một loại thuốc bị thu hồi khỏi thị trường hoặc bị hạn chế sử dụng ở một số mục đích nhất định; ví dụ bao gồm cerivastatin (tên thương hiệu Baycol và Lipobay), troglitazone (Rezulin) và rofecoxib (Vioxx).

## Tổng chi phí
Toàn bộ quá trình phát triển một loại thuốc từ nghiên cứu tiền lâm sàng đến tiếp thị có thể mất khoảng 12 đến 18 năm và thường tiêu tốn hơn 1 tỷ đô la.